# José Jorge de Andrade Torrezão
José Jorge de Andrade Botelho Torrezão (em grafia antiga Torresão) (Lisboa, 1836-1892) foi um empresário e político português.

## Biografia
Filho único de António Xavier de Andrade Botelho Torrezão (1799-1864), oficial da Secretaria de Estado dos Negócios da Guerra e 19.° Cavaleiro da Ordem de Nossa Senhora da Conceição de Vila Viçosa a 23 de Dezembro de 1823, e de sua mulher Catarina Rita Jorge (n. 1798), e neto paterno único de João Roque Xavier de Andrade e Oliveira (Lisboa, Santa Justa, 16 de Agosto de 1773 - ?) e de sua mulher Isabel Laureana Botelho Torrezão (Lisboa, Pena, 12 de Fevereiro de 1773, aí bap. - ?).
Embora inicialmente um capitalista modesto, depois abastado, foi ele o primeiro empresário que decidiu investir no turismo da zona de Monte Estoril, da qual foi fundador, lugar localizado num ponto de mar intermédio entre as Termas da Freguesia do Estoril e a vila da Corte da Freguesia de Cascais, no Concelho de Cascais, com a construção dos seus quatro primeiros chalets isolados, os Chalets Torresão. Começou por uma pequena casa de recreio numa zona de pinhais bravos numas arribas sobranceiras ao mar, à qual deu o nome de Casa da Serra. No Portugal Antigo e Moderno de 1874, o seu autor Augusto Soares de Azevedo Barbosa de Pinho Leal descreve-a como um lindo chalet ao gosto suíço com belo jardim e cercado de pinheiros. Não conseguiu, todavia, conquistar muita gente para estes lugares então ainda estéreis, uma vez que o seu único atractivo era, apenas, o mar. Por esse motivo, e pela sua modéstia, esses mesmos chalets foram demolidos no período posterior. O seu criador, nas palavras da escritora Branca Eva de Gonta Syder Ribeiro Colaço, o primeiro cenógrafo da paisagem maravilhosa morreu pobre, desgostoso dos seus entusiasmos de esteta.
Foi Presidente da Câmara Municipal de Cascais entre 2 de Janeiro e 11 de Agosto de 1878.
Em sua homenagem foi dado o seu nome ao Largo Andrade Torrezão, em Monte Estoril, no Estoril.
Casou com Carolina Emília Abrantes, da qual teve duas filhas e um filho:
- Maria Francisca de Andrade e Castro Botelho Torrezão, solteira e sem geração[2]
- José Maria de Andrade e Castro Botelho Torrezão, Tesoureiro do Banco Nacional Ultramarino em Ponta Delgada em 1921, casado primeira vez com D. Veridiana Constança Feio Folque de Castro e Almeida (? - Lisboa, 27 de Novembro de 1918), filha de D. José Maria de Castro e Almeida, irmão do 1.º Conde de Nova Goa, e de sua mulher Isabel Maria Feio Folque, sobrinha paterna de Filipe de Sousa Folque e bisneta matrilineal do 1.º Visconde das Fontainhas, com geração, e casado segunda vez em Ponta Delgada, a 5 de Janeiro de 1921, onde é designado e assina como José de Andrade e Castro Botelho Torrezão, no registo do segundo casamento. (divórcio a 18 de Março de 1936) com Maria José de Gusmão Tavares do Canto Taveira (Ribeira Grande, Conceição, Casa do Vencimento, 4 de Março de 1881 - Ponta Delgada, São Pedro, 25 de Janeiro de 1968), sobrinha materna do 2.° Visconde de Botelho e 1.° Conde de Botelho, sem geração[2]
- Catarina de Castro e Andrade Botelho Torrezão, solteira e sem geração[2]